# بنجامين جيمس
بنجامين جيمس (بالإنجليزية: Benjamin James)‏ هو لاعب كرة قدم أمريكية أمريكي، ولد في 10 أغسطس 1912 في Plymouth, Pennsylvania ‏ في الولايات المتحدة، وتوفي في 4 يوليو 2015.